# Baileychromis centropomoides
Baileychromis centropomoides (Syn.: Leptochromis centropomoides) ist eine afrikanische Buntbarschart, die endemisch im ostafrikanischen Tanganjikasee in Tiefen von 40 bis 100 Metern vorkommt. Das Art-Epitheton centropomoides soll auf die äußere Ähnlichkeit der Art mit den Snooks (Centropomus) hinweisen.

## Merkmale
Baileychromis centropomoides wird etwa 17 cm lang und ist sehr schlank gebaut und seitlich leicht abgeflacht mit einer geraden Bauch- und einer leicht gebogenen Rückenlinie. Die Körperhöhe beträgt weniger als ein Viertel der Standardlänge. Die Fische haben Kammschuppen. Die Kopflänge beträgt 33 bis 36 % der Standardlänge. Die Schnauze ist abgeflacht. Die Kieferzähne stehen in unregelmäßigen Abständen in mehreren Reihen, wobei die der äußeren Reihe etwas größer als die anderen sind. Alle Zähne sind klein und konisch. Auch die Pharyngealzähne sind konisch. Die Rückenflosse hat meist 15, seltener 14 oder 16, Flossenstacheln und 11, seltener 10 oder 12, Weichstrahlen. Die Rückenflossenstacheln 2 bis 5 sind deutlich länger als die anderen und durch Filamente verlängert. Wie bei den meisten Buntbarschen hat die Afterflosse drei Flossenstacheln, die Anzahl der Weichstrahlen liegt hier bei 8 oder 9. Die Brustflossen werden von 15 oder 16 Flossenstrahlen gestützt. Der äußerste Flossenstrahl der Bauchflossen ist doppelt so lang wie der innerste und reicht, wenn die Bauchflossen angelegt sind, bis zum Beginn der Afterflosse. Die Schwanzflosse ist leicht eingebuchtet, der untere Lobus abgerundet, der obere etwas länger und eher zugespitzt.
- Schuppenformel: LR 51–59; SL 37–45/27–44, 3 (2) Schuppen zwischen den Seitenlinien, .

Baileychromis centropomoides teilt zahlreiche Merkmale mit Reganochromis calliurus und ist wahrscheinlich nah mit dieser Buntbarschart verwandt, wobei Baileychromis centropomoides mehr spezialisiert ist als Reganochromis calliurus.